# Albanistyka
Albanistyka, albanologia – nauka o języku, literaturze, kulturze, historii i dziejach Albanii. Jest częścią katedry bałkanistyki, czasami jej zajęcia zdarzają się z grupami łączonymi z kroatystyką czy macedonistyką.
Jedyny zakład albanistyki w Polsce działa na Uniwersytecie Mikołaja Kopernika w Toruniu, pod kierunkiem prof. Ireny Sawickiej. Studia z zakresu filologii albańskiej, na których albanologia stanowi główny kierunek kształcenia zostały uruchomione w Toruniu w roku 2000. Oprócz języka albańskiego studenci albanistyki uczą się jednego z języków słowiańskich: bułgarskiego lub serbskiego. Kadrę stanowią pracownicy Instytutu Filologii Słowiańskiej, a języka uczy lektor z Albanii.

## Znani albaniści
- Johann Georg von Hahn (1811–1869)
- Franc Miklošič (1813–1891)
- Francesco Tajani (1827–1921)
- Jan Jarník (1848–1923)
- Gustav Meyer (1850–1900)
- Lajos Thallóczy (1854–1916)
- Theodor Ippen (1861–1935)
- Edith Durham (1863–1944)
- Norbert Jokl (1877–1942)
- Franz von Nopcsa (1877–1933)
- Milan Šufflay (1879–1931)
- Anton Mayer (1883–1957)
- Margaret Hasluck (1885–1948)
- Henrik Barić (1888–1957)
- Carlo Tagliavini (1903–1982)
- Eqrem Çabej (1908–1980)
- Wacław Cimochowski (1912–1982)
- Martin Camaj (1925–1992)
- Robert Elsie (1950–2017)